# Matkalampi (sjö i Ilomants, Norra Karelen)
Matkalampi är en sjö i kommunen Ilomants i landskapet Norra Karelen i Finland. Arean är 38 hektar och strandlinjen är 3,06 kilometer lång. Sjön  ingår i Vuoksens huvudavrinningsområde.   Den ligger omkring 82 kilometer nordöst om Joensuu och omkring 450 kilometer nordöst om Helsingfors. 
Matkalampi ligger nordväst om Naarvanjärvi. 